# Eurülokhosz
Eurülokhosz a görög mitológia szereplője, a trójai háború görög harcosa, Odüsszeusz ithakai király katonája.

## Magánélete
Felesége, Ktimené, Odüsszeusz húga. Gyermekeiket nem említik.

## Trójai háború
A trójai háborúban királyának jobbkeze volt. A visszaúton előbb Aiaé szigetén ő vezette a felderítőket Kirké palotájába, ahol a nimfa malaccá változtatta őket, neki azonban sikerült megmenekülnie, és szólt Odüsszeusznak. Thrinakia szigetén ő vette rá társait arra, hogy leöljenek egyet Héliosz napisten szent tehenei közül, míg Odüsszeusz aludt. Így ő okozta társai vesztét, egyedül a király menekült meg.